# IC 5349
IC 5349 је лентикуларна галаксија у сазвјежђу Вајар која се налази на листи објеката дубоког неба у Индекс каталогу.
Деклинација објекта је - 28° 0' 18" а ректасцензија 23h 46m 22,8s. Привидна величина (магнитуда) објекта IC 5349 износи 14,2 а фотографска магнитуда 15,2. IC 5349 је још познат и под ознакама ESO 471-11, MCG -5-56-5, DRCG 54-80, PGC 72358.